# 头脑风暴优化算法
头脑风暴优化算法是一种启发式算法，专注于解决多模态问题，例如Yahya Rahmat-Samii研究的无线电天线设计，该算法受到头脑风暴过程的启发，由史玉回教授提出。  
与BSO算法相关的论文超过200篇已经出现在各种期刊和会议上。还有一些关于脑暴优化算法的特刊和特别会议环节在期刊和各种会议上出现，例如在《Memetic Computing Journal》上。  
该算法还有许多变体，例如方差头脑风暴优化算法，在这个变体中，对象函数的评估基于假设或子方差而不是高斯方差和以及全局最优脑暴优化算法，其中全局最优采用一种重新初始化方案，该方案由种群的当前状态触发，结合了每个变量的更新和基于适应度的分组。
卡尔顿大学的研究人员提出了另一种变体，通过使用周期性量子学习策略来提供新的动力，使个体能够摆逃离局部最优（局部最优）。
已经进行了多项PSO和BSO之间的比较研究。最近出版的书籍包含了更多最新的参考资料。它也被用于设计5G网络。